# هربرت پانکاو
هربرت پانکاو (به آلمانی: Herbert Pankau) بازیکن فوتبال و هافبک اهل آلمان شرقی بود که از سال ۱۹۶۲ میلادی عضو تیم ملی فوتبال آلمان شرقی بوده‌است. وی در ۲۵ بازی ملی حضور داشته و در بازی‌های ملی‌اش ۴ گل به ثمر رساند. هربرت پانکاو آخرین بازی ملی خود را در سال ۱۹۶۷ میلادی انجام داد.